# Ėduard Parri
Ėduard Parri (Myski, 6 settembre 1973) è un regista russo.

## Filmografia parziale

### Regista
- O, sčastlivčik! (2009)
- Žili-byli (2018)